# Kom tartomány

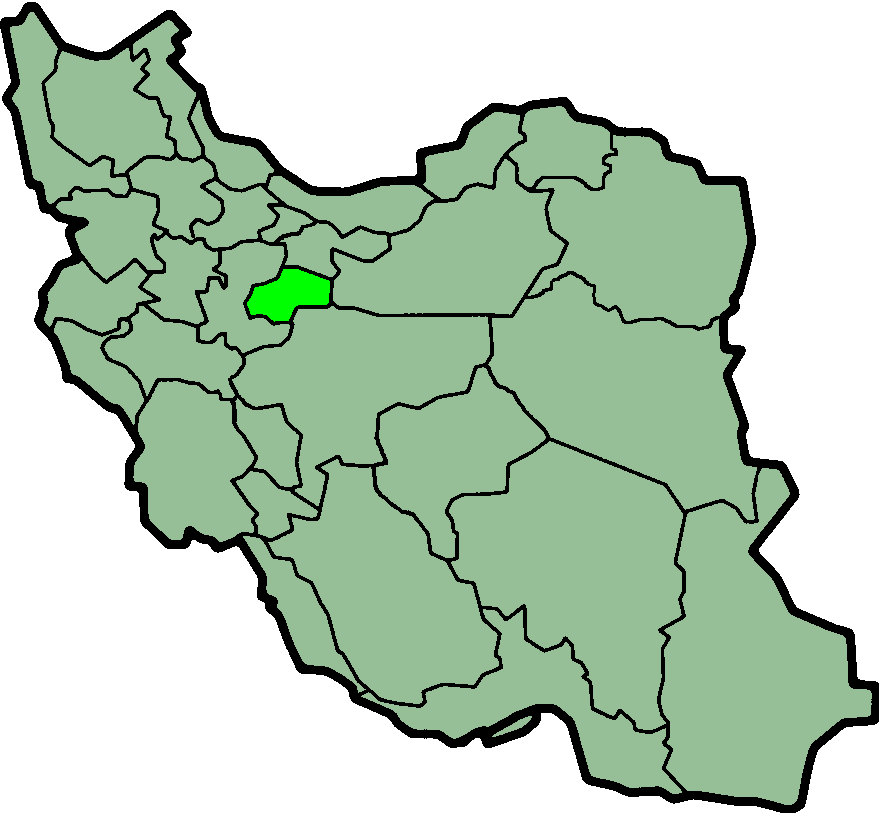
Kom tartomány elhelyezkedése Iránban

Kom tartomány (perzsául استان قم [Ostân-e Qom]) Irán 31 tartományának egyike az ország középső részén. Északon Teherán, északkeleten Szemnán, délkeleten Iszfahán, nyugaton pedig Markazi tartomány határolja. Székhelye Kom városa. Területe 11 526 km², lakossága 1 036 714 fő.

## Közigazgatási beosztás
Kom tartomány (osztán) területe sokáig egybeesett Kom megye (sahrasztán) területével, de 2021 tavaszán utóbbiból leválasztották a déli részén Kahak és nyugati részén Dzsafarábád megyéket.

## Fordítás
- Ez a szócikk részben vagy egészben  a(z)   استان‌های ایران című perzsa Wikipédia-szócikk ezen változatának fordításán alapul.  Az eredeti cikk szerkesztőit annak laptörténete sorolja fel. Ez a jelzés csupán a megfogalmazás eredetét és a szerzői jogokat jelzi, nem szolgál a cikkben szereplő információk forrásmegjelöléseként.